# David Summerhayes
David Michael Summerhayes, CMG (* 29. September 1922; † 12. November 2008) war ein britischer Diplomat.

## Leben
David Michael Summerhayes war der Sohn des Diplomaten Sir Christopher Summerhayes, der zwischen 1951 und 1955 Botschafter in Nepal war, sowie dessen Ehefrau Anna Johnson. Nach dem Besuch des Marlborough College leistete er während des Zweiten Weltkrieges Militärdienst in der Royal Artillery der British Army in Nordafrika und Italien. Nach Kriegsende absolvierte er ein Studium am Emmanuel College der University of Cambridge. Er trat danach in den diplomatischen Dienst (HM Foreign Service) und fand danach zahlreiche Verwendungen im Ausland sowie im Außenministerium beziehungsweise dem Ministerium für Auswärtige und Commonwealth-Angelegenheiten (Foreign and Commonwealth Office). Er wurde 1948 Dritter Sekretär im Außenministerium und danach zwischen 1949 und 1950 Dritter Sekretär an der Botschaft im Irak. Nachdem er zwischen 1950 und 1953 Dritter Sekretär an der Botschaft in Belgien war, fungierte er von 1953 bis 1956 als Zweiter Sekretär im Außenministerium. 
Im Anschluss fungierte Summerhayes zwischen 1956 und 1959 als Erster Sekretär für Handelsangelegenheiten an der Botschaft in den Niederlanden sowie von 1959 bis 1961 als Erster Sekretär und Konsul an der Botschaft in Island, ehe er zwischen 1961 und 1965 abermals im Außenministerium tätig war. 1965 ging er nach Argentinien und war anfangs von 1965 bis 1967 Generalkonsul in Buenos Aires sowie daraufhin zwischen 1967 und 1970 Botschaftsrat an der Botschaft in Argentinien. Nach seiner Rückkehr wurde er im Ministerium für Auswärtige und Commonwealth-Angelegenheiten 1970 Leiter des Referats Abrüstungsangelegenheiten (Head of Disarmament Department, Foreign and Commonwealth Office) beziehungsweise zwischen 1972 und 1974 Leiter des daraus hervorgegangenen Referats für Rüstungskontrolle und Abrüstung (Head of Arms Control and Disarmament Department, Foreign and Commonwealth Office).
Anschließend war David Summerhayes zwischen 1974 und 1979 Gesandter an der Botschaft in Südafrika. 1975 wurde er für seine Verdienste 1983 Companion des Order of St Michael and St George (CMG). Als Nachfolger von Derick Ashe übernahm er 1979 den Posten als Botschafter und Leiter der britischen Delegation bei der Genfer UN-Konferenz für Abrüstung und hatte diesen bis 1982 inne, woraufhin Ian Cromartie seine Nachfolge antrat. Zuletzt war er zwischen 1983 und 1992 Berater des Ministeriums für Auswärtige und Commonwealth-Angelegenheiten in Abrüstungsangelegenheiten.
Aus seiner 1959 geschlossenen Ehe mit June van der Hardt Aberson gingen zwei Söhne und eine Tochter hervor.